# Architecture terrible

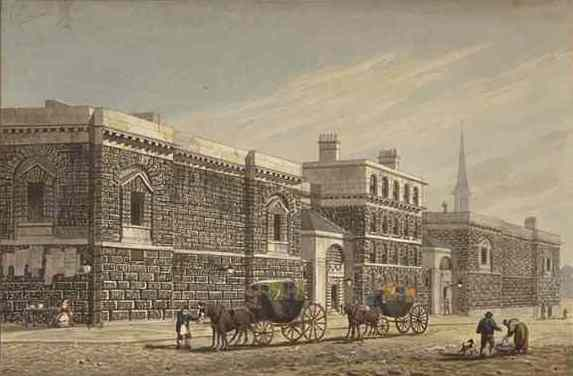
A West View of Newgate di George Shepherd. La prigione di Newgate a Londra, oggi demolita, è un esempio di architecture terrible.

Col termine francese di Architecture terrible (in italiano "architettura terribile") si indica uno stile architettonico teorizzato dall'architetto francese Jacques-François Blondel nel suo trattato Cours d'architecture ou traité de la décoration, distribution et constructions des bâtiments contenant les leçons données en 1750, et les années suivantes (1771–77).
Blondel promosse l'architecture terrible come soluzione ideale per l'aspetto esterno delle carceri. La forma stessa della prigione doveva indicarne la funzione e servire da deterrente così da divenire noto anche come "stile repulsivo" con un senso di pesantezza che "dichiarasse allo spettatore dall'esterno la vita confusa di quanti vi erano detenuti all'interno, assieme alla forza adoperata da quanti li custodivano".
La seconda prigione di Newgate, a Londra, costruita tra il 1768 ed il 1775, era un chiaro esempio di questo stile architettonico: mura rinforzate senza finestre, deliberata mancanza di dettagli eleganti e simboli scolpiti come catene sopra le entrate per instillare terrore a quanti le vedevano.